# Agnes en Margaret Smith

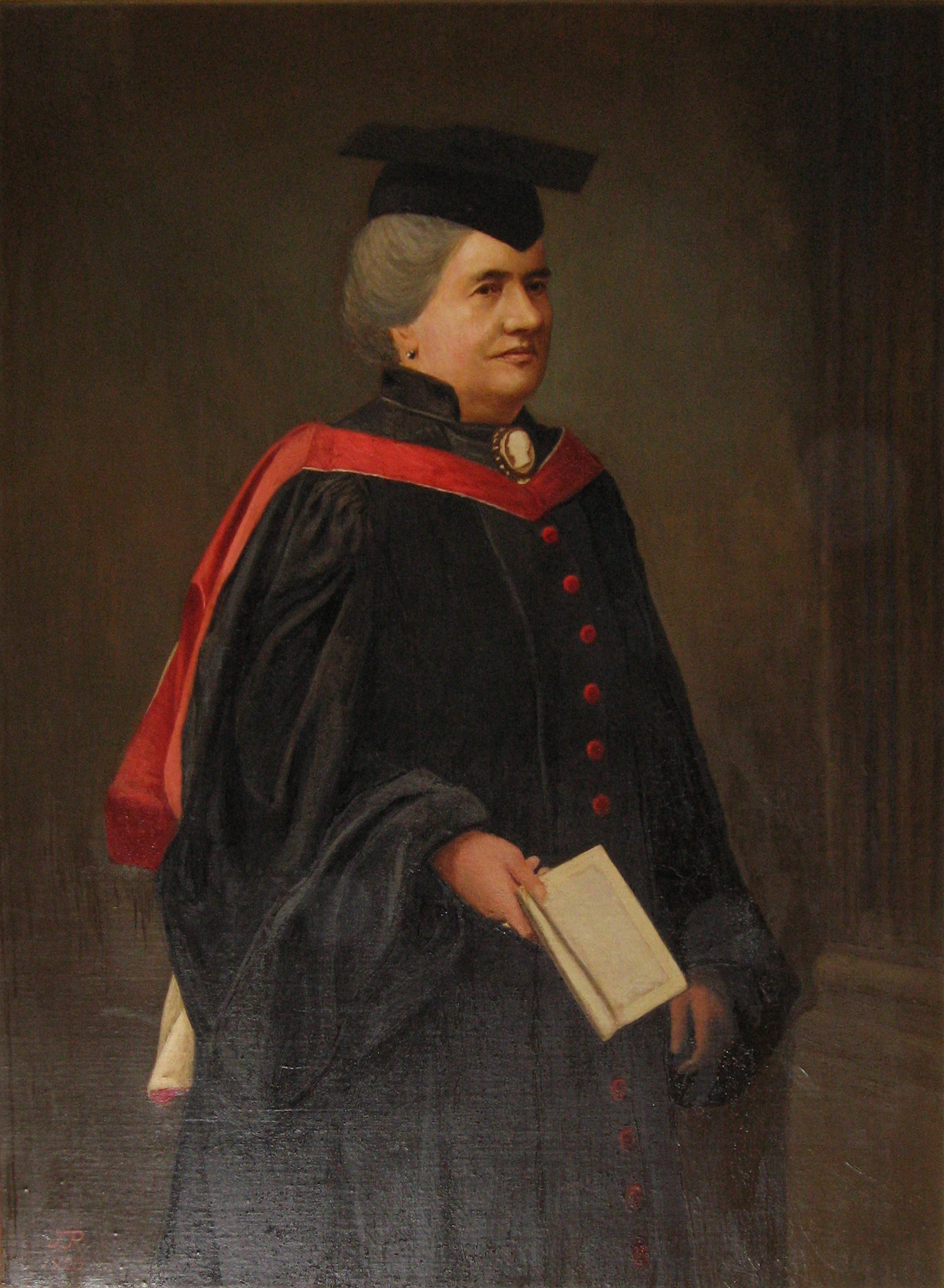
Portret van Agnes Smith Lewis in Westminster College, Cambridge.

Agnes Smith Lewis PhD, LLD, DD, LittD (1843-1926) en Margaret Dunlop Gibson LLD, DD, LittD (1843-1920), geboren Agnes en Margaret Smith (soms ook de Westminster zussen genoemd), waren de tweeling dochters van John Smith van Irvine in Ayrshire, Schotland.

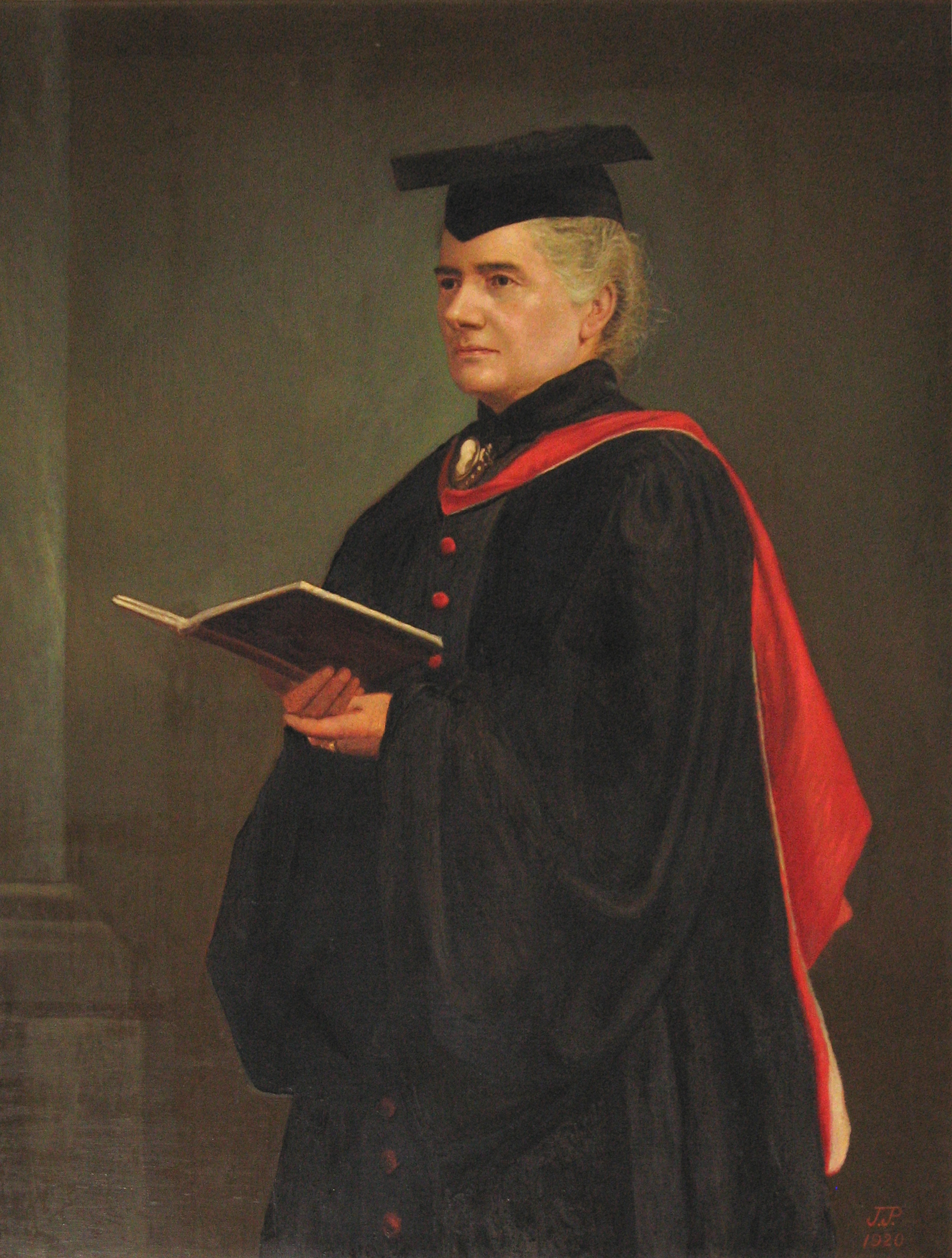
Portret van Margaret Dunlop Gibson in Westminster College, Cambridge.

Samen beheersten ze meer dan 12 talen en ze waren pioniers in het academische werk over de Semieten. Ze zijn gekend gebleven als weldoeners van de Presbyterian Church of Engeland, en in het bijzonder van het Westminster College in Cambridge De Syrische Sinaiticus, een palimpsest ontdekt in 1892 door Agnes op een van haar vele reizen naar het Sinaï-klooster, was een van de belangrijkste vondsten in de zoektocht naar oude Bijbelmanuscripten na die van de Codex Sinaiticus in 1859. De bijdrage van de zussen aan het catalogiseren van de Arabische en Syrische manuscripten van het Katharinaklooster in de Sinaï was van onschatbare waarde voor het verdere onderzoek.

## Biografie en Opleiding

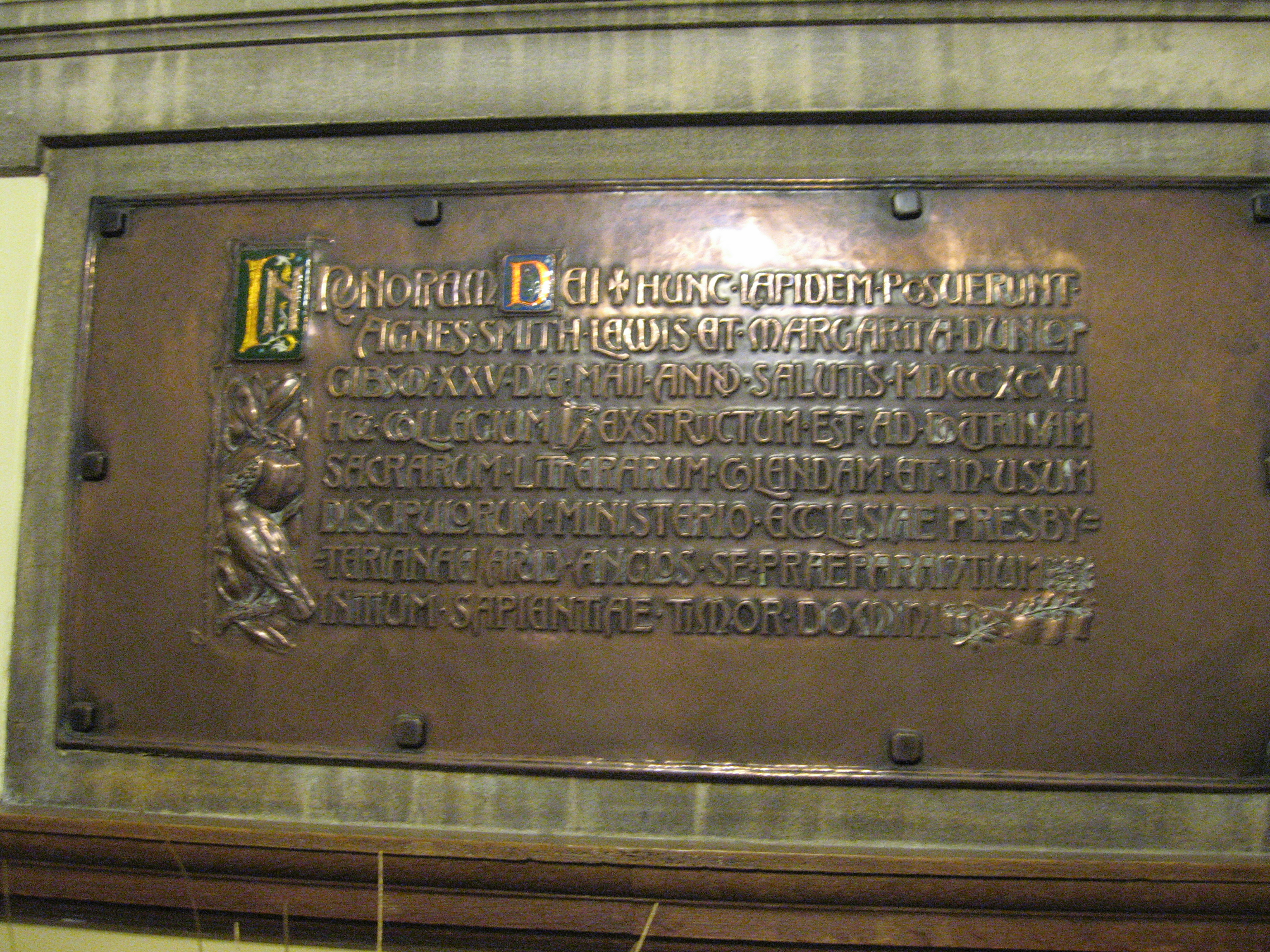
Een gedenkplaat voor de Smith zussen in Westminster College, Cambridge.

De tweelingzusjes werden opgevoed door hun vader John, de moeder was twee weken na hun geboorte overleden. John Smith was advocaat en amateur- linguïst. De zussen werden door hun vader naar private schools in Birkenhead en later in Londen gestuurd. Ondertussen maakten ze met hun vader verschillende reizen op het Europese vasteland. Na de dood van hun vader vestigden de zussen zich in Londen waar ze lid werden van de Presbyteriaanse kerk in Clapham Road. Agnes en Margaret spraken toen al vloeiend Duits, Frans en Italiaans. Ze bleven reizen door Europa en het Midden-Oosten en wijjden zich verder aan de studie van vreemde talen. In 1868 bracht een van hun reizen hen naar Egypte, waar ze een tocht op de Nijl ondernamen vooraleer door te reizen naar Palestina. In 1870 publiceerde Agnes een reisverslag over hun tocht onder de titel Eastern Pelgrims.
In 1883 trokken de zussen naar Athene en Griekenland, ze spraken toen al vlot Grieks, en maakten kennis met de Griekse Orthodoxie waarvoor ze hun leven lang een levendige belangstelling zouden koesteren. De monniken van het Sint Katharinaklooster in de Sinaï, waar ze later zouden mee samenwerken, waren trouwens van de orthodoxe strekking. In datzelfde jaar huwde Margaret met James Gibson en vier jaar later, in 1887, trouwde Agnes met Samuel Savage Lewis, bibliothecaris aan het Corpus Christi College van Cambridge. Aan beide huwelijken kwam vroegtijdig een einde door het overlijden van de echtgenoten.

## Academisch werk

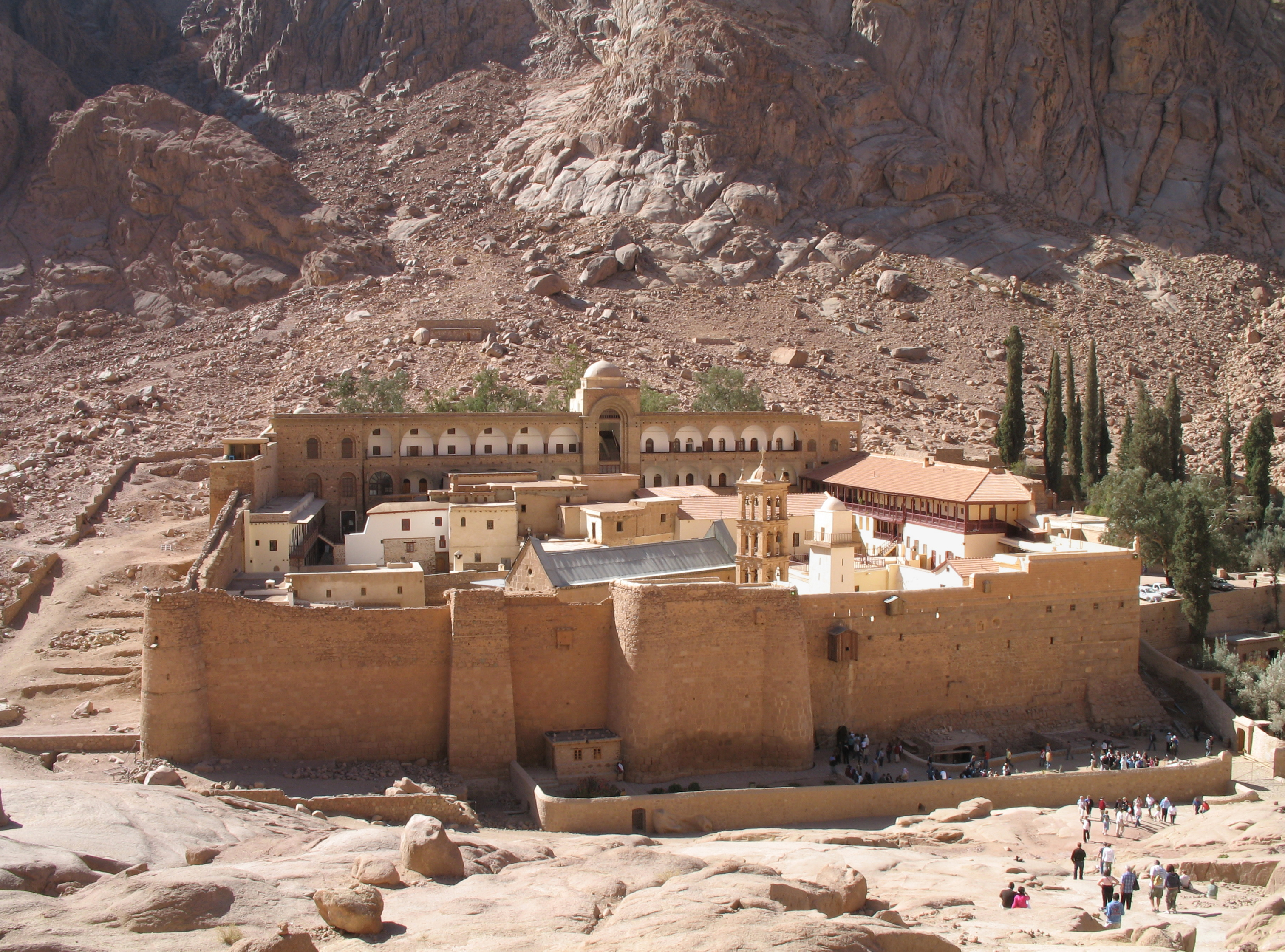
Het Sint Katharinaklooster in de Sinaï woestijn

In 1890 hadden de zussen zich in Cambridge gevestigd en had Agnes de studie van het Syrisch aangevat. Margaret zou haar zus hierin volgen in 1893. De studie van het Arabisch waren ze al in 1883 begonnen. Gemotiveerd door de ontdekking van de Codex Sinaiticus door Konstantin von Tischendorf in 1859 en door het verslag van de oriëntalist James Rendel Harris over zijn ontdekking in het Katharinaklooster, van een Syrische tekst, de Apologie van Aristides in 1889, besloten de zussen een reis naar het klooster te ondernemen. Ze vertrokken naar Egypte in 1892 en ontdekten in het klooster een Syrische versie van de vier evangeliën, de vroegste in het Syrisch tot dan toe bekend. Het jaar daarop reisden ze terug naar het Katharinaklooster, maar deze keer in het gezelschap van James Rendel Harris, Robert Bensly en Francis Crawford Burkitt. De bedoeling was de volledige tekst van het palmimpsest te transcriberen. De ontdekking en de studie van de zogenoemde Syrische Palimpsest gaven een nieuwe impuls aan de studie van het Nieuwe Testament. Gedurende deze expeditie hielden Agnes en Margaret zich onder meer ook bezig met het opstellen van een catalogus van de Syrische en Arabische manuscripten in het klooster.
De zusters blijven reizen en schrijven tot aan de Eerste Wereldoorlog en waren instrumentaal in andere ontdekkingen waaronder die door Solomon Schechter van een vroeg Hebreeuws manuscript van Ecclesiasticus uit de genizah van Caïro. 
Dankzij de cursus in paleografie van Harris kon Agnes de opstap maken naar de erkenning in de academische wereld als een gereputeerd en internationaal erkende specialiste van het Syrisch en de auteur van de inleiding van de publicatie over de transcriptie van het Syrische Palimpsest in 1894. Hoewel de Universiteit van Cambridge nooit een academische graad toekende aan de zussen, vrouwen werden niet toegelaten voor een academische opleiding tot 1948, werden ze wel tot doctor honoris causa benoemd door de universiteiten van Halle, Heidelberg, Dublin en de Universiteit van St Andrews in Schotland. Zij waren de eerste vrouwen aan wie een Divinitates Doctor graad werd toegekend.

## Werken

### Agnes Smith Lewis
- Eastern Pilgrims: The travels of three ladies (Londen, 1870)
- Effie Maxwell (Londen, 1876) (een roman)
- The Brides of Ardmore: A story of Irish life (Londen, 1880)
- Through Cyprus (Londen, 1887)
- Glimpses of Greek Life and Scenery (1884) (Londen: Hurst and Blackett)
- Catalogue of the Syriac MSS. in the Convent of S. Catharine on Mount Sinai (Londen, 1894)
- A Translation of the Four Gospels from the Syriac of the Sinaitic Palimpsest (Londen en New York, 1894)
- A Translation of the Four Gospels from the Syriac of the Sinaitic Palimpsest (Londen, 1896) (revised and extended edition)
- Some Pages of the Four Gospels Re-transcribed from the Sinaitic Palimpsest with a Translation of the Whole Text (Londen, 1896)
- A Palestinian Syriac Lectionary (Londen, 1897)
- In the Shadow of Sinai: A story of travel and research from 1895 to 1897 (Cambridge, 1898)
- Select Narratives of Holy Women: From the Syro-Antiochene or Sinai Palimpsest (Londen, 1900)
- Apocrypha Syriaca: The Protevangelium Jacobi and Transitus Mariae (Londen, 1902) (Texts; English translation)
- Acta Mythologica Apostolorum (Londen, 1904) (Texts; English translation)
- The Old Syriac Gospels or Evangelion da-Mepharreshê (Londen, 1910)
- Light on the Four Gospels from the Sinai Palimpsest (Londen, 1913)

### Margaret Dunlop Gibson
- How the Codex Was Found: A narrative of two visits to Sinai from Mrs. Lewis's journals, 1892 - 1893 (Cambridge, 1893)
- An Arabic Version of the Epistles of St. Paul to the Romans, Corinthians, Galatians with part of the Epistle to the Ephesians from a ninth century MS. in the Convent of Saint Catharine on Mount Sinai.  Studia Sinaitica (1894).  Londen: C J Clay and Sons
- Catalogue of the Arabic mss. in the Convent of Saint Catharine on Mount Sinai.  Studia Sinaitica (1894).  Londen: C J Clay and Sons

### Agnes Smith Lewis and Margaret Dunlop Gibson
- The Palestinian Syriac Lectionary of the Gospels (Londen, 1899)